# جان سیمن (بازیکن واترپلو)
جان سیمن (انگلیسی: John Siman؛ زادهٔ ۷ اکتبر ۱۹۵۲) بازیکن واترپلو اهل ایالات متحده آمریکا بود.
وی در مسابقات کشوری و بین‌المللی در مجموع برندهٔ ۱ مدال نقره شده‌است.